# Natalja Iszczenko
Natalja Siergiejewna Iszczenko (ros. Наталья Сергеевна Ищенко; ur. 8 kwietnia 1986 w Smoleńsku) – rosyjska pływaczka synchroniczna, trzykrotna mistrzyni olimpijska, 19-krotna mistrzyni świata, 12-krotna mistrzyni Europy.
Jest drużynową złotą medalistką igrzysk olimpijskich z Pekinu oraz złotą medalistką igrzysk olimpijskich z Londynu w duecie oraz w drużynie. W 2009 roku zdobyła złote medale indywidualnie technicznie z wynikiem 98,667 pkt i indywidualnie dowolnie z wynikiem 98,833 pkt, w duecie ze Swietłaną Romaszyną wynikiem 98,833 pkt. Dwa lata później, w Szanghaju obroniła mistrzowskie tytuły.

## Ordery i odznaczenia
- Order „Za zasługi dla Ojczyzny” IV stopnia (13 sierpnia 2012 roku) - za wielki wkład w rozwój kultury fizycznej i sportu, wysokie osiągnięcia sportowe na XXX Letnich Igrzyskach Olimpijskich w Londynie[4]
- Order Przyjaźni (2 sierpnia 2009 roku) - za wielki wkład w rozwój kultury fizycznej i sportu oraz za wysokie osiągnięcia na XXIX Letnich Igrzyskach Olimpijskich w Pekinie[5]